# Kingdom Hearts χ
Kingdom Hearts χ (キングダム ハーツ キー, Kingudamu Hātsu Kī) é um RPG de browser e celular publicado pela Square Enix. Neste oitavo título da série Kingdom Hearts de Tetsuya Nomura, o jogador personaliza seu avatar, que navega por vários mundos inspirados em filmes da Disney lutando contra inimigos tanto offline como online contra outros jogadores.
O jogo foi originalmente lançado para navegadores em julho de 2013. A versão para smartphone (iOS e Android), intitulada Kingdom Hearts Unchained χ, foi lançada em 2015 no Japão e em 2016 no resto do mundo; em abril de 2017 foi renomeada para Kingdom Hearts Union χ.
Kingdom Hearts χ (pronuncia-se "qui") se passa séculos antes dos outros jogos da série, antes da Guerra das Keyblades, evento que moldou o universo visto no jogo original. O jogador assume o papel de um portador de Keyblade que se alia a uma das cinco facções lideradas pelos Mestres de Keyblade, que lutam pelo controle do pouco de luz que existe no universo. A versão para smartphone possui um enredo um pouco diferente que conta também uma história após a versão de navegador. O enredo é conectado a Kingdom Hearts III, o título seguinte da série. O subtítulo é uma referência à "χ-blade", uma arma de importância vital no jogo.
O jogo foi projetado para atrair novos fãs à série. A introdução é similar à de um conto de fadas, pois o estilo corriqueiro da série seria difícil de reproduzir nas plataformas para qual Kingdom Hearts χ foi lançado.
Tanto o diretor Tetsuya Nomura como a compositora Yoko Shimomura, veteranos da série, retornaram à produção do novo jogo, que teve uma boa recepção pela crítica. Um filme chamado Kingdom Hearts χ Back Cover, baseado no jogo, foi incluído na coleção Kingdom Hearts HD 2.8 Final Chapter Prologue de janeiro de 2017.

## Jogabilidade
Assim como outros títulos da série, o jogo inclui personagens e elementos de filmes da Disney e da franquia de RPGs Final Fantasy.
Antes de começar, jogadores criam o seu personagem, podendo escolher seu gênero, cabelo e roupas, além de escolher acessórios baseados na série. Missões de história são desbloqueadas conforme o jogador avança. Na versão de navegador, os jogadores navegam pelo ambiente arrastando o cursor pela tela.
Há vários mundos e os inimigos são os Heartless. O jogo é free-to-play, com itens adicionais que podem ser comprados opcionalmente.
Ações no jogo usam action points (AP), que são reabastecidos ou esperando ou usando poções, que por sua vez podem ser compradas ou ganhadas. Itens raros, tais como cartas especiais, também podem ser comprados. Além do modo single player, também há um modo multijogador em que equipes de jogadores enfrentam chefões com alto HP.